# Windows Mobile 2003
Windows Mobile 2003, originariamente nome in codice "Ozone", è un sistema operativo mobile fuori produzione e parte della famiglia Windows Mobile. È stato pubblicato il 23 giugno 2003 ed è stato il primo sistema operativo Microsoft a essere chiamato "Windows Mobile". Era basato su Windows CE 4.20.

## Edizioni
Windows Mobile 2003 è arrivato in quattro edizioni:
- Windows Mobile 2003 per Pocket PC Premium Edition
- Windows Mobile 2003 per Pocket PC Professional Edition: utilizzato nei modelli di budget per Pocket PC e privo di numerose funzionalità della Premium Edition come un client per VPN L2TP / IPsec
- Windows Mobile 2003 per Smartphone
- Windows Mobile 2003 per Pocket PC Phone Edition: progettato appositamente per Pocket PC che includono funzionalità del telefono

## Caratteristiche
L'interfaccia di comunicazione è stata migliorata con la gestione dei dispositivi Bluetooth che ha consentito il supporto del trasferimento di file Bluetooth, il supporto delle cuffie Bluetooth e il supporto per le tastiere aggiuntive Bluetooth.
È stata aggiunta un'applicazione per le immagini con supporto per visualizzazione, ritaglio, e-mail e trasmissione.
I miglioramenti multimediali includevano il supporto di file MIDI come suonerie in Phone Edition e Windows Media Player 9.0 con ottimizzazione dello streaming.
Un gioco puzzle intitolato Jawbreaker era tra i programmi preinstallati. L'API di giochi è stata inclusa in questa versione per facilitare lo sviluppo di giochi per la piattaforma.
Altre caratteristiche/applicazioni integrate incluse:
- Pocket Outlook avanzato con supporto vCard e vCal
- Pocket Internet Explorer migliorato
- Opzioni di risposta via SMS per Phone Edition.